# Tawera similicentrifuga
Tawera similicentrifuga је врста слановодних морских шкољки из рода Tawera, породице Veneridae, тзв, Венерине шкољке.

## Статус
Прихваћен.